# بيترو جروزا
بيترو جروزا (بالرومانية: Petru Groza) (و. 1884 – 1958 م) هو سياسي، ومحامي من الإمبراطورية النمساوية المجرية .
توفي في بوخارست، عن عمر يناهز 74 عاماً.

## مناصب
تولى منصب رئيس رومانيا (12 يونيو 1952–7 يناير 1958)، ورئيس وزراء رومانيا (6 مارس 1945–2 يونيو 1952)، وعضو مجلس النواب في رومانيا .
| المناصب السياسية           | المناصب السياسية                              | المناصب السياسية            |
| -------------------------- | --------------------------------------------- | --------------------------- |
| سبقه Constantin Ion Parhon | رئيس رومانيا 12 يونيو 1952 - 7 يناير 1958     | تبعه Ion Gheorghe Maurer    |
| سبقه نيكولاي راديسكو       | رئيس وزراء رومانيا 6 مارس 1945 - 2 يونيو 1952 | تبعه Gheorghe Gheorghiu-Dej |

## روابط خارجية
- بيترو جروزا على موقع الموسوعة البريطانية (الإنجليزية)
- بيترو جروزا على موقع مونزينجر (الألمانية)